# Tenuipalpus mandraensis
Tenuipalpus mandraensis är en spindeldjursart som beskrevs av Hasan, Wakil och Bashir 2004. Tenuipalpus mandraensis ingår i släktet Tenuipalpus och familjen Tenuipalpidae. Inga underarter finns listade i Catalogue of Life.